# Cahors

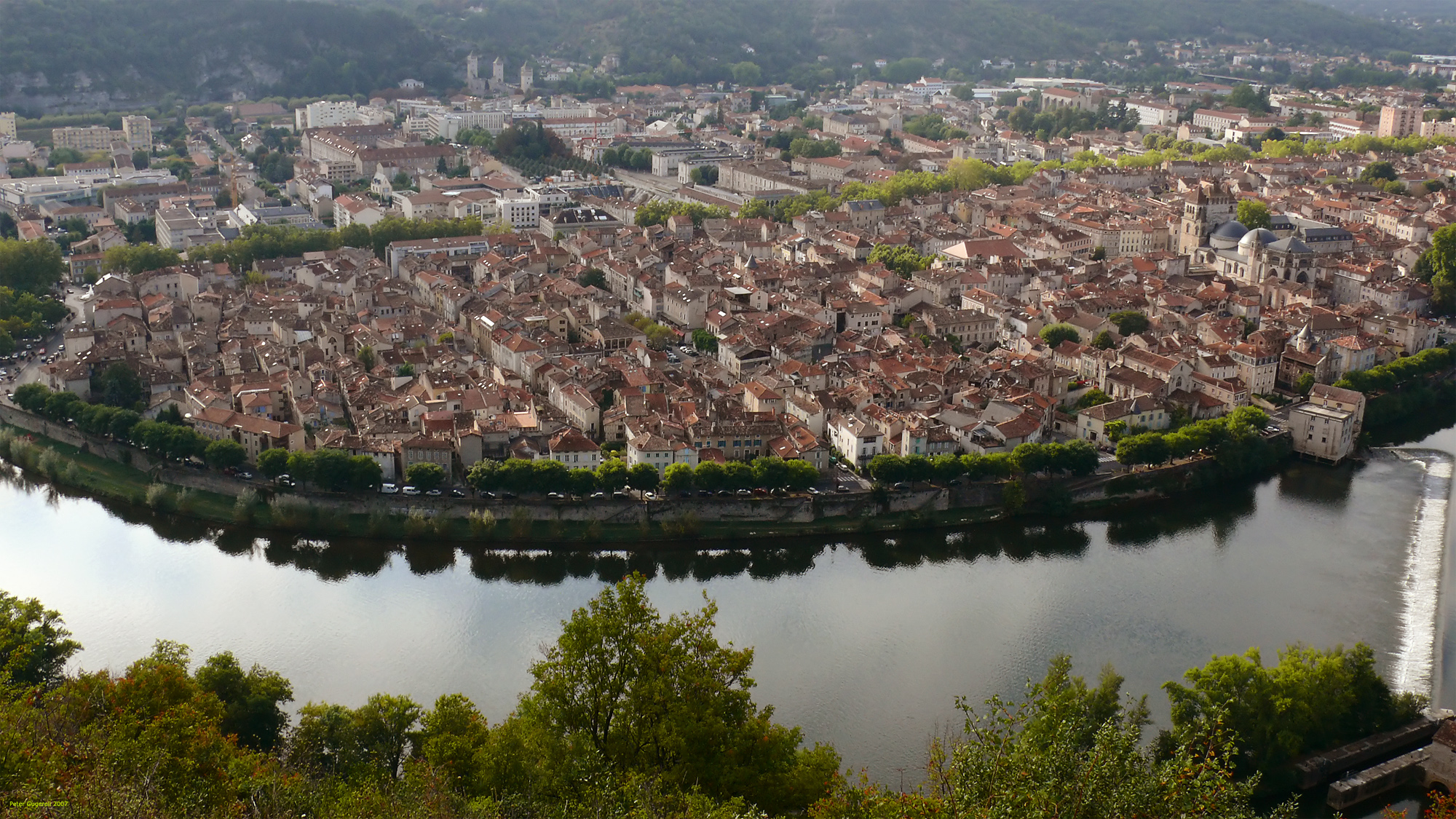
A város, előtérben a Lot folyó

Cahors város Franciaországban, Okcitánia régió Lot megyéjének székhelye (prefektúra). Quercy egykori fővárosa, a Lot folyó nagy kanyarjában épült. Franciaország kulturális és történelmi városa címet viseli.

## Története
Már a római időkben jelentős központ volt, megmaradtak a régi várfal és egy nagy fürdő maradványai, a város forrását a gallok és a rómaiak egyaránt szentnek tartották. Felvirágzása a kora középkorra esik, ekkor vált a lombardiai bankárok egyik fontos üzletközpontjává, egyben egyházi székhelyé, püspökséggel és a templomos lovagok rendházával. Cahors adta a katolikus egyháznak XXII. János pápát Jacques Duéze személyében, 1322-ben, ő egyetemet is alapított szülővárosában, amely a 19. századig fennállt. A százéves háború korában Cahorst, a városlakók tiltakozása ellenére, átengedték az angoloknak, akik romokban hagyták itt a várost, s nem kímélték a vallásháborúk sem. Neves szülöttei a költő Clément Marot és a 19. századvégi miniszterelnök, Léon Gambetta.

## Demográfia
| Év   | Lakosság |
| ---- | -------- |
| 1793 | 12 000   |
| 1800 | 11 728   |
| 1806 | 11 446   |
| 1821 | 12 224   |
| 1836 | 12 417   |
| 1856 | 13 676   |
| 1861 | 13 846   |
| 1866 | 14 115   |

| Év   | Lakosság |
| ---- | -------- |
| 1872 | 14 593   |
| 1876 | 13 660   |
| 1881 | 15 524   |
| 1886 | 15 622   |
| 1891 | 15 369   |
| 1896 | 14 502   |
| 1901 | 14 018   |
| 1906 | 13 202   |

| Év   | Lakosság |
| ---- | -------- |
| 1911 | 13 650   |
| 1921 | 11 866   |
| 1926 | 11 775   |
| 1931 | 12 677   |
| 1936 | 13 269   |
| 1946 | 15 345   |
| 1954 | 15 384   |
| 1962 | 17 046   |

| Év   | Lakosság |
| ---- | -------- |
| 1968 | 19 128   |
| 1975 | 20 226   |
| 1982 | 19 707   |
| 1990 | 19 735   |
| 1999 | 20 003   |
| 2006 | 20 093   |
| 2010 | 20 194   |

## Látnivalók

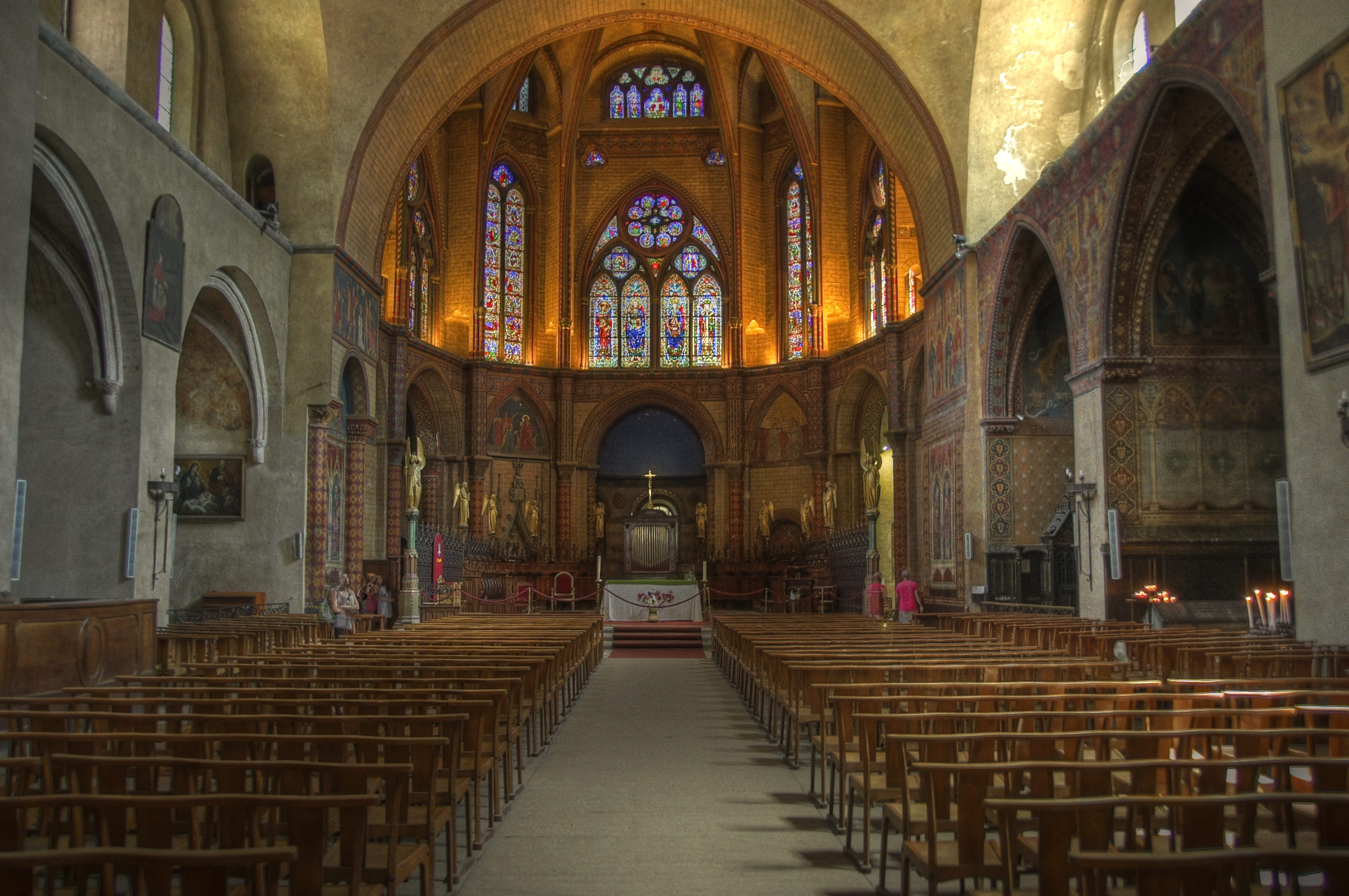
Cathédrale St-Étienne

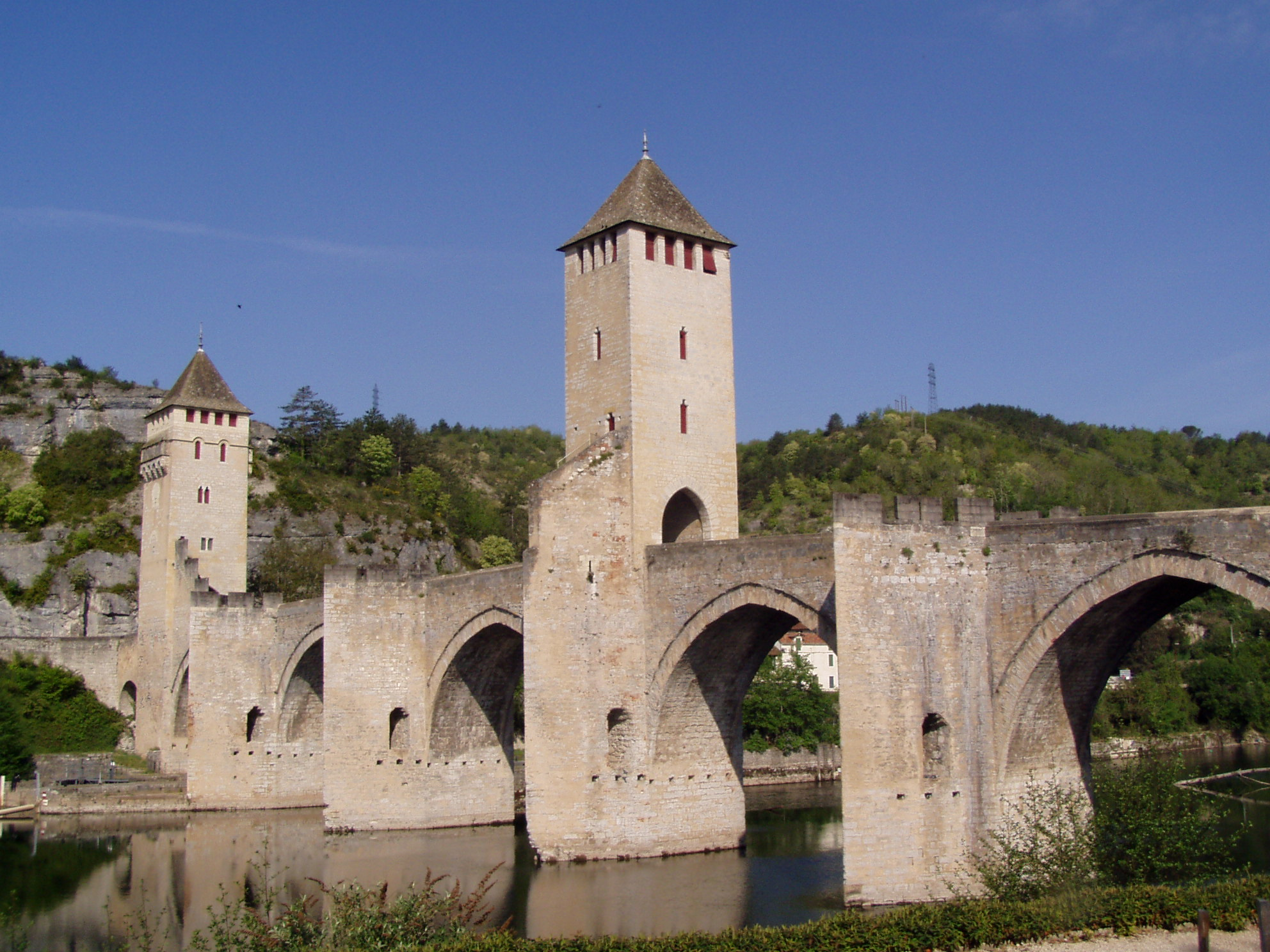
Pont Valentré

- Cathédrale St-Étienne – a templom kívülről valóságos erődítmény képét mutatja. A bejáratot három erőteljes torony őrzi. A szentély körül kettős galéria fut végig az épület külsején, innen is lehetett védelmezni a templomot, de erre sohasem volt szükség. Az építkezés a 11. század végén kezdődött meg. A Portail Nord a templom eredeti főbejárata volt, s a homlokzat timpanonja 1135 óta áll ezen a helyen. Szűz Mária mennybemenetelét ábrázolták rajta a művészek, középen Krisztus áll, a jobb oldali részen a bazilika névadója, a vértanú szent életének jeleneteit örökítették meg. Az egyik kupolában középkori freskót tártak föl, Szent István vértanú megkövezését ábrázolja. A szentély gótikus jellegű, az oldalkápolnák a késői gótika korszakának alkotásai.
- Cloitre – a templom mellé a 16. század elején épült a részben gótikus, részben reneszánsz kolostor, ma a katedrális kincstára található benne, a 3. századtól a 19. századig megörökített 93 püspök képmásával.
- Maison de Henri IV – másik nevén, Maison de Roaldés, a folyó partján, a 15. századból való épület, ebben lakott egykor Navarrai Henrik.
- Pont Valentré – megerődített híd, a középkor francia katonai építészetének jelentős emléke. A városba vezető hidat mindkét oldalán és középen erős, 40 méter magas tornyokkal erődítették meg. A középső, a Tour du Diable, csak a 19. századi helyreállítás során került ide. A hét ívből álló kecses híd pillérein is lőrések vannak, s egyebek között ennek a megerődített védelemnek is köszönhető, hogy a százéves háborúban az angolok nem tudtak betörni a városba.
- Barbacane, Tour St-Jean – a belvárost északról lezáró, a földnyelv végét védő városfal maradványa a 14. századi erődítés és a torony, amely egy kiemelkedő sziklára épült.

Cahors a tornyok városa. A legrégebbi a katedrálistól északra, a folyópart közelében emelkedő Tour Jean XXII, a pápává választott cahorsi püspök testvére egykori palotájának egyetlen fennmaradt része. Közvetlen közelében van az Église St-Barthélemy, az 1300-as évekből, amelyben annak idején a későbbi pápát is megkeresztelték.